# RMS Laconia (1921)
L'RMS Laconia fu un transatlantico britannico varato nel 1921 ed acquistato dalla Cunard Line. Fu la seconda nave della compagnia con questo nome:  preceduto da un altro transatlantico varato nel 1911 ed affondato durante la prima guerra mondiale, nel 1917.
Analogamente al suo predecessore, il Laconia fu affondato nella notte del 12 settembre 1942 da un siluro lanciatogli contro dal sommergibile tedesco U-156, che diede poi luogo al salvataggio dei passeggeri e dell'equipaggio con un'eroica azione condotta dal capitano di corvetta Werner Hartenstein. Per dare supporto nel salvataggio venne fatto intervenire anche un altro U-Boot.
Questo episodio storico è noto come l'affondamento del Laconia.

## Caratteristiche tecniche
Il Laconia fu costruito costruito nel cantiere Swan, Hunter & Wigham Richardson a Tyne and Wear. Varato il 9 aprile 1921, il transatlantico venne completato nel gennaio 1922. L'apparato propulsivo consisteva in sei turbine a vapore con doppio riduttore costruite dalla Wallsend Slipway Co Ltd di Newcastle upon Tyne, che muovevano due eliche. Oltre ai locali per i passeggeri, la nave era dotata di sei celle frigorifere per una capienza totale di 15.307 m³.

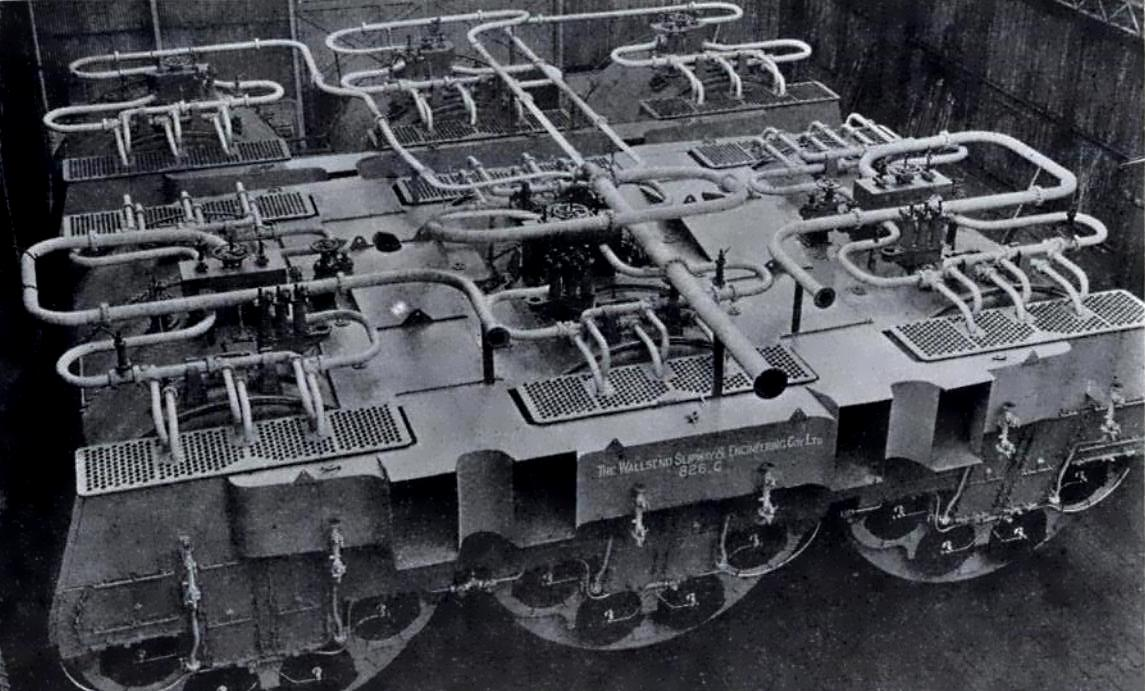
Le caldaie del Laconia ritratte in una fotografia del 1922

## Primi anni di servizio

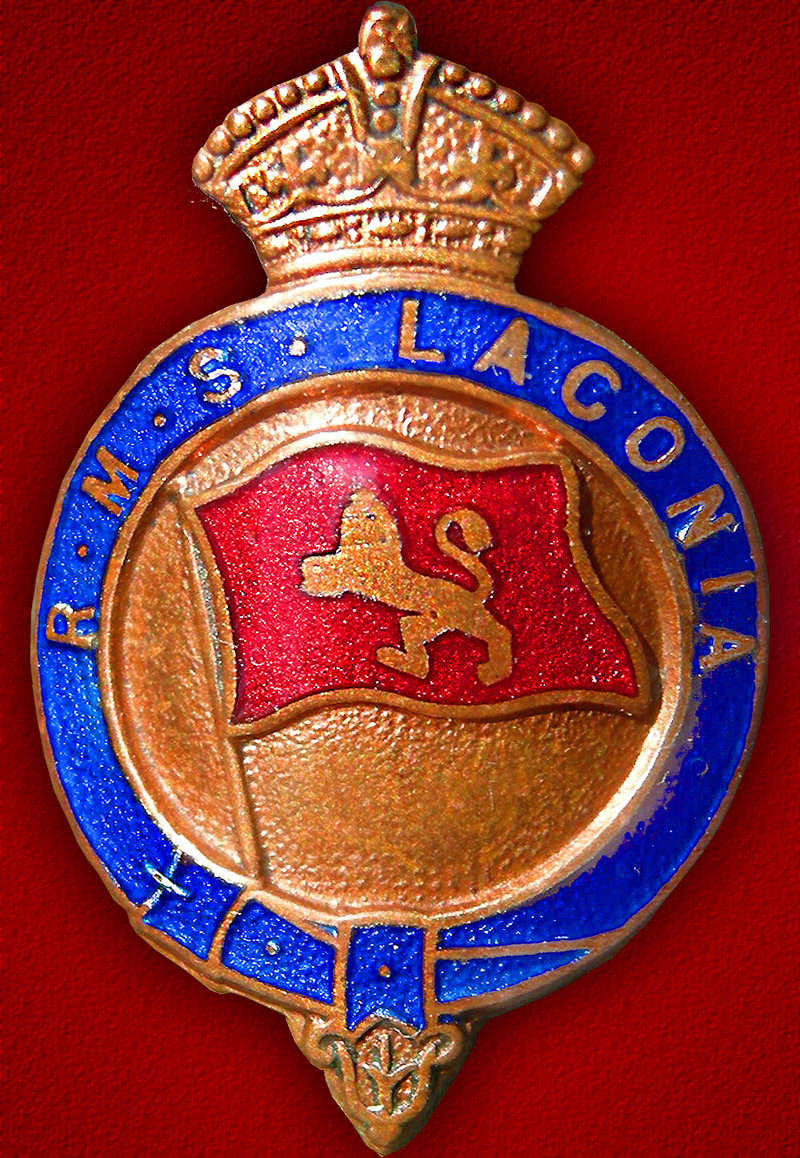
Crest del RMS Laconia (con il logo Royal Mail con la corona)

Immatricolata nella Marina Mercantile inglese con il numero 145925 ed il codice in lettere KLWT, il Laconia fece servizio anche per la Royal Mail, come testimonia la corona dorata presente nel crest della nave. Fu stabilito come porto di armamento quello di Liverpool.
Il Laconia salpò per la crociera inaugurale il 22 maggio 1922 sulla rotta Southampton-New York. Nel gennaio 1923 ebbe inizio la sua prima crociera internazionale che durò 130 giorni con 22 porti di attracco.
Nel 1934 il suo codice in lettere venne cambiato in GJCD. Il 24 settembre dello stesso anno, a causa della fitta nebbia, la nave ebbe una collisione con la nave cargo americana Pan Royal al largo delle coste degli Stati Uniti, mentre era in navigazione da Boston per New York. Entrambe le navi furono gravemente danneggiate ma riuscirono entrambe a salvarsi. Il Laconia proseguì per New York dove venne riparato. In seguito riprese la navigazione nel 1935.

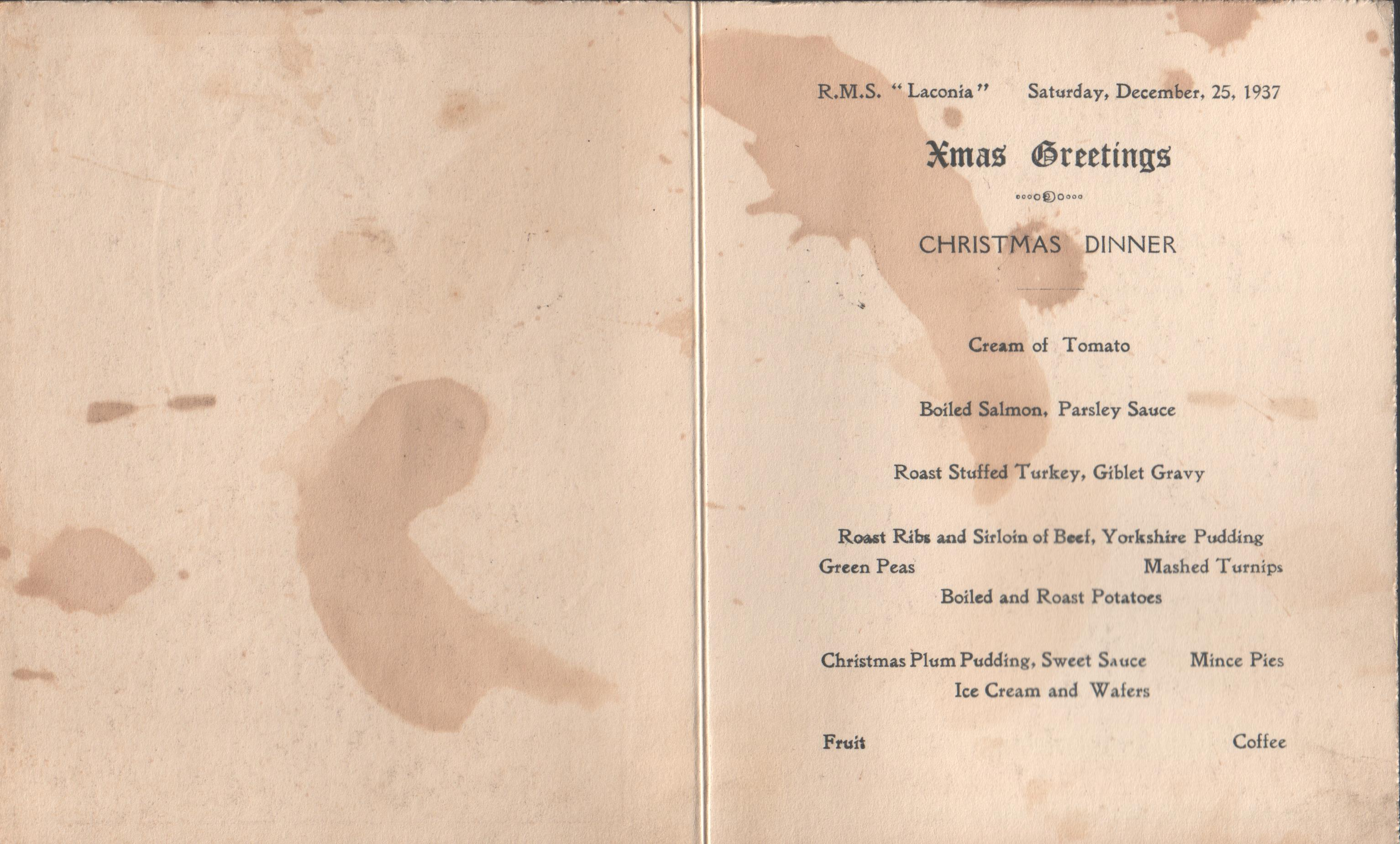
Il menù della cena di Natale del 1937 servito a bordo del Laconia

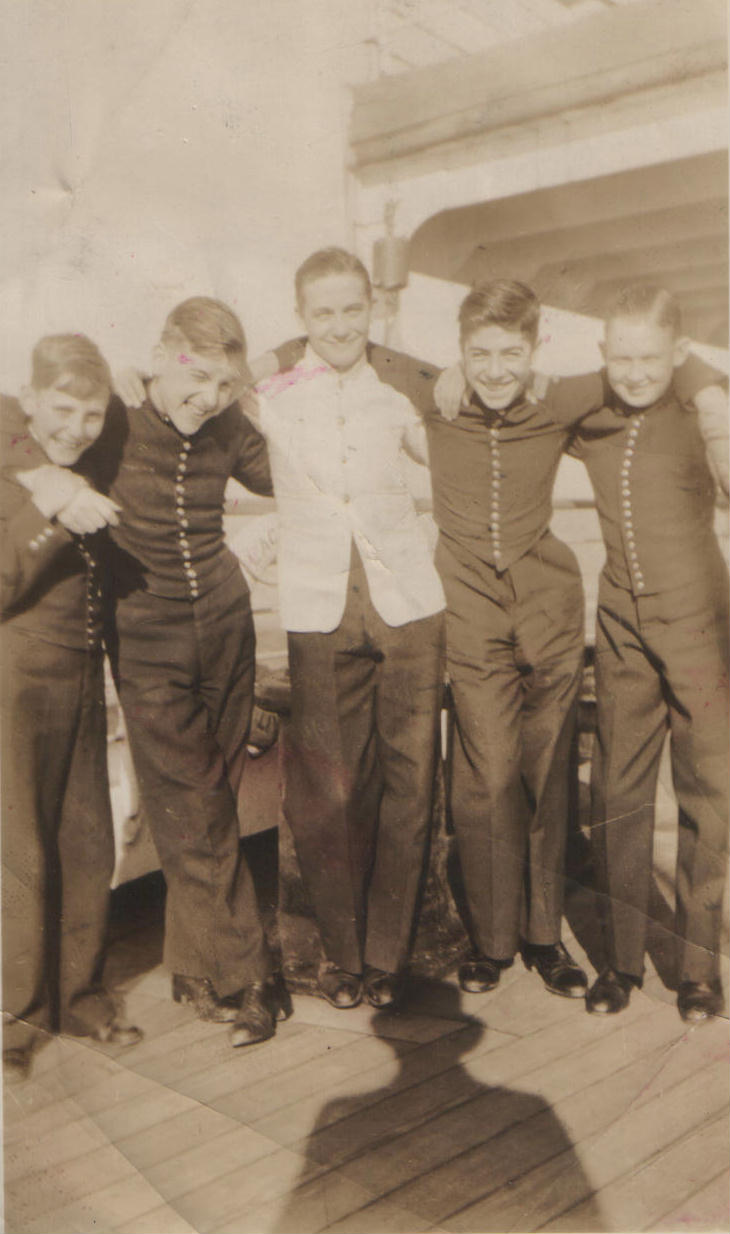
Camerieri di servizio alle cabine del Laconia ritratti a bordo nel 1937

## Trasformazione in  incrociatore ausiliario

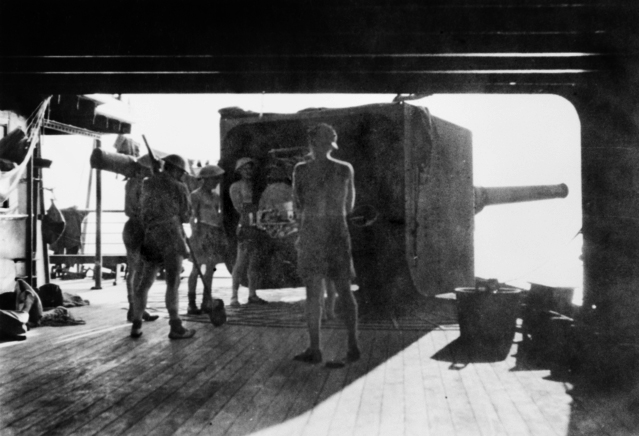
Cannone da 6 Pollici a bordo del Laconia ritratto nel marzo 1942

Nel 1939 la nave venne requisita dalla Royal Navy e trasformata in incrociatore ausiliario. Nel gennaio 1940 furono installati otto cannoni da 152,4 mm e due obici da 76,2 mm.
Secondo altre fonti, il Laconia era armato con due cannoni da 152 mm, quattro da 88 mm, otto mitragliere da 40 mm, quaranta mitragliatrici e alcune centinaia di fucili mitragliatori e moschetti.
Dopo le prove in mare eseguite nelle acque dell'Isola di Wight, il Laconia imbarcò un carico di lingotti d'oro e salpò, il 23 gennaio dello stesso anno, con destinazione Portland, Maine e Halifax, in Nuova Scozia.
I mesi seguenti la nave fu impegnata in servizi di scorta ai convogli diretti alle Bermuda. Il 9 giugno la nave fu vittima di un incagliamento nel bacino del Bedford, ad Halifax, che causò gravi danni. Mandata in riparazione, tornò in navigazione a fine luglio. Nell'ottobre 1940 la nave fu sottoposta ad altri lavori con lo smantellamento delle zone destinate ai passeggeri; alcuni locali, svuotati dal mobilio, vennero riempiti di fusti di olio per aiutare la spinta di galleggiamento in caso di siluramento.
Nel giugno 1941 il Laconia venne ricoverato a Saint John nel Nuovo Brunswick, in Canada, per lavori di ripristino. 
Il 12 settembre 1941 la nave attraccò a Birkenhead e fu presa in consegna dalla società Cammell Laird and Company per essere convertita in nave trasporto truppe, ruolo che mantenne sino al suo affondamento nel 1942.

## Naufragio
Nel luglio 1942 la nave, salpando da Port Tewfik, adiacente al porto di Suez, iniziò una crociera per il rimpatrio degli ufficiali in Inghilterra, insieme alle loro famiglie, e dei soldati. Sul Laconia vennero imbarcati 463 ufficiali e uomini dell'equipaggio, 268 soldati britannici in qualità di passeggeri, 103 soldati polacchi destinati al servizio di guardia e 80 tra donne e bambini.
Mediante zattere erano stati fatti convergere a Port Tewfik 1.800 prigionieri italiani, reduci dalla battaglia di El Alamein, che furono imbarcati e stipati nelle stive, di dimensioni insufficienti in quanto potevano contenere solamente la metà dei prigionieri.
La nave fece tappa nei porti di Aden, Mombasa, Durban e Città del Capo, da dove, invece che proseguire per l'Inghilterra, prese la rotta per gli Stati Uniti, allontanandosi dalle coste africane ed addentrandosi nell'Oceano Atlantico, dove erano presenti numerosi sommergibili nemici in servizio di pattugliamento.
Nella notte del 12 settembre 1942 il Laconia navigava a luci spente nell'oscurità seguendo una rotta a zig-zag per evitare attacchi di sommergibili. Alle ore 20:10, 130 miglia a nord-nord est dall'Isola di Ascensione, la nave venne colpita a dritta da un siluro lanciato dall'U-Boot U-156. L'esplosione interessò la stiva e molti dei prigionieri italiani a bordo morirono all'istante; la nave si inclinò subito a dritta appoppandosi. Il comandante Sharp, che aveva comandato anche un altro transatlantico della Cunard Line, il Lancastria, che era stato affondato in seguito ad un bombardamento, riuscì in un primo momento a tenere sotto controllo la situazione. Pochi istanti dopo però, la nave venne colpita da un secondo siluro. Sharp ordinò quindi che donne, bambini e feriti gravi fossero imbarcati sulle scialuppe di salvataggio; in quel momento il ponte di poppa iniziava ad essere invaso dall'acqua. Secondo alcune testimonianze di prigionieri italiani sopravvissuti, le guardie polacche lasciarono chiuse le stive dei prigionieri italiani impedendogli di raggiungere le scialuppe di salvataggio; tra l'altro alcune delle trentadue scialuppe di salvataggio erano state distrutte nelle esplosioni. In seguito alcuni gruppi di italiani riuscirono a liberarsi ma non ebbero possibilità di imbarcarsi sulle scialuppe.
Alle 21:11 il Laconia affondò di poppa innalzando la sua prua quasi in verticale, con ancora molti italiani a bordo e il comandante Sharp. I naufraghi in acqua e sulle scialuppe si trovarono a dover fronteggiare gli squali, in mare aperto in pieno Atlantico, con poche probabilità di sopravvivenza.